# 日本セルフプロデュース協会
一般社団法人日本セルフプロデュース協会（にほんセルフプロデュース、Japan Self Produce Association）は、女性の社会進出、セルフプロデュースの支援をする日本の団体として2016年に香取祐子らにより東京で設立された団体。略称「JSPA」。

## 概要
- 名称 一般社団法人日本セルフプロデュー協会[1]

- 法人番号 9010805002388
- 法人種別 その他の設立登記法人
- 設立 2016年8月17日
- 所在地 東京都世田谷区田園調布
- 代表者 香取祐子

## 活動
スキンケア美容商品のインストラクター養成のほか　協賛企業を集めてのパーティ、イベントを通して女性のセルフプロデュースに資することを後押ししている。

### セミナー
- マイクロニードルシート施術インストラクター講習会
- アンチエイジング腸活セミナー

### イベント
- ワインパーティ
- ランウェイパーティ
- 女性経営者交流会

など